# Російсько-українські політичні взаємини на еміграції
Російсько-українські політичні взаємини на еміграції

## В період між світовими війнами
Після жовтневої революції, на еміграції, зокрема в Європі, опинилося на початку 1920-х років близько 1 мільйона росіян — кол. військ., високих урядовців, промисловців, інтелігенції. Вони поселилися здебільшого у країнах, які до 1917 входили до складу Рос. Імперії і в них залишилися рештки росіян з-перед 1914, тобто в Польщі, Латвії, Естонії і Фінляндії та у сусідніх: Чехо-Словаччині, Румунії, Юґославії, Болгарії, далі в Німеччині, у Франції і США; врешті в Китаї (гол. у Харбіні), де до 1917 жило чимало росіян. Варшава, Рига, Букарешт, Софія, а гол. Беоґрад, Прага, Берлін, Париж, Харбін, Нью-Йорк стали на довгі роки осередками діяльності рос. еміграції. Поступово рос. емігранти включилися в політичне, промислове, культурне та наукове життя країн своїх поселень і здобули чималий вплив на формування політичної і наукової думки західних держав, на їх ставлення до Росії і до неросійських народів СРСР. Вони великою мірою сприяли дезінформації Заходу щодо українського питання. Протиукраїнську працю вели також російські емігранти серед українців на північно-західних землях, які входили до складу Польщі (зокрема Православна Автокефальна Церква в Польщі), і на Закарпатті. У рос. церк. і церк.-гром. об'єднаннях опинилася і денаціоналізується частина укр. заробітчанської еміграції з-перед першої світової війни і утікачів з укр. земель по другій світовій війні, тих, що не порвали зв'язків з Російською Православною Церквою, до якої належали на батьківщині.
Рос. еміграцію (серед них було чимало осіб укр. походження) творили люди різних політ. напрямів, але їхнє ставлення до українців та ін. нерос. народів було майже однакове. Рос. монархісти взагалі заперечували нац. права українського народу і обстоювали неділимість Рос. Імперії. Рос. дем. партії (меншовики, есери, кадети) також відстоювали єдність Росії, але її держ. устрій узалежнювали від вирішення майбутніх Рос. Установчих Зборів. Сумніви деяких росіян щодо можливості і доцільності зберегти Росію в дорев. межах (зокрема стаття історика Г. Федотова в ж. «Новый Журнал», ч. 16, 1947) викликали одностайний осуд усіх рос. політ. угруповань.
Такі погляди російської еміграції унеможливлювали співпрацю з нею українських політичних груп. Проте, на початку 1920-х років у Чехо-Словаччині безрезультатно велися інформативні розмови між російськими соціалістами (В. Чернов й ін.) та діячами українських соціалістичних партій (М, Шаповал, Н. Григоріїв й ін.) про можливості спільного протибольш. фронту. Також безуспішно закінчився обмін думками між ред. ж. «Борьба за Россию» С. Мельгуновим і Д. Дорошенком у 1926. Мельгунов висловлювався за співпрацю укр. і рос. народів в одній державі, Дорошенко ж — за співпрацю двох самостійних держав.
Чергові переговори відбулися у зв'язку з заходами німців довести нерос. народи СРСР до співпраці з ген. А. Власовим і очолюваною ним Рос. Визвольною Армією (РОА) та з «Комитетом Освобождения Народов России» (КОНР). Однак КОНР прагнув зберегти імперіальну єдність Росії, хоч формально деклярував «рівність народів Росії і, їх право на нац. розвиток, самовизначення і держ. незалежність» (Маніфест КОНР, проголошений у Празі 14. 11. 1944). Власову вдалося приєднати до КОНР лише кількох осіб укр. походження, що деклярували себе федералістами (Ф. Ботатирчук, Ю. Музиченко, К. Штепа).

## Після Другої Світової Війни
По другій світовій війні російські політичні організації. перенесли діяльність у країни Зах., гол. у Зах. Німеччину. Там таки почали діяти політ. групи, утворені з кол. підсов. громадян, переважно т. зв. власовці. Новими силами зміцнився також «Народно-Трудовой Союз» (НТС), організація, що вийшла з передвоєнних солідаристів з програмою «вождизму», згодом вона стала найсильнішою рос. політ. групою на еміграції.
На початку 1950-х pp., у зв'язку з загостренням взаємин між США і СРСР, деякі амер. політ. кола намагалися довести до співпраці поміж укр. і рос. політ. групами. На поч. 1951 у Нью-Йорку постав Амер. Комітет Визволення Народів Росії (АКВНР) з амер. публіцистом Ю. Лайонсом на чолі, що мав на меті об'єднати рос., укр. та ін. рос. політ. групи на плятформі спільної боротьби проти більшовизму. Внаслідок того у серпні 1951 в Зах. Німеччині утворився «Совет Освобождения Народов России» (СОНР). До складу СОНР увійшло кілька рос. груп; СОНР відстоював т. зв. нєпередрішенство, тобто, визнаючи право нерос. народів СРСР відокремитися від Росії, узалежнював це від вирішення майбутніх Рос. Установчих Зборів або від плебісциту під наглядом Об'єднаних Націй. Українці таку плятформу вважали для себе несприйнятною й у 1951 — 52 всі українські політичні партії заявили, що СОНР може виступати тільки від імени росіян.
Щоб паралізувати опозицію українців та інших неросійських груп, діячі СОНР за допомогою АКВНР створили у 1952 в США Об'єднання Українців-Федералістів та ін. однаково короткотривалі групи; їхніми органами були у 1952 — 53 «Східняк» (додаток до рос. газ. «Новое Русское Слово» у Нью-Йорку) та ж. «Общее Дело» (1954). Тоді ж у Німеччині утворилась організація під назвою Український Визвольний Рух (УВР), що мала об'єднувати українців-федералістів і видавала ж. «Нова Україна». В її проводі був Д. Гулай, а у 1954 — В. Василакий, який згодом повернувся до СРСР.
У 1952 СОНР змінив назву на «Координационный Центр Антибільшовистской Борьбы» (КЦАБ), а Амер. Комітет Визволення Народів Росії перейменовано у 1953 на Амер. Комітет Визволення від Більшовизму. Ці зміни у назві були поступкою нерос. діячам, які були проти того, щоб їх народи називати «народами Росії», а політ. плятформа тих організацій стверджувала право кожного народу СРСР на самовизначення. Внаслідок цього деякі укр. учені й журналісти погодилися співпрацювати в Ім-ті для вивчення СРСР та на радіостанції «Визволення» (пізніше радіо «Свобода»). У 1950-х pp. у Нью-Йорку відбулися розмови на тему вирішення нац. питання на Сх. Європи між укр. і рос. соціалістами (Б. Ніколаєвський). Багато уваги рос.-укр. взаєминам присвячувала Укр. Рев.-Дем. Партія, (УРДП) та її газ. «Укр. Вісті» у Зах. Німеччині. Видавництво «Пролог» у Нью-Йорку влаштувало окрему конференцію у 1961, присвячену питанням рос.-укр. взаємин. Однак на перешкоді до співпраці укр. політ. кіл на еміграції з рос. еміграційними групами стоїть те, що вони далі обстоюють принцип т. зв. непередрішенства і на ділі не визнають права українського народу на держ. самостійність. Все-таки рос. еміграційна преса за останні pp. часто об'єктивно інформує про становище в Україні та про вияви боротьби українців в СРСР за нац. і політ. права.
По другій світовій війні також серед росіян на еміграції були кола, які ставилися критично до рос. імперіалістичних концепцій. Так, у 1953 — 56 в Новому Ульмі (Зах. Німеччина) виходив при співпраці росіян, українців й ін. двотижневик, пізніше місячник «Освобождение» (у 1955 — 56, ред. кол. чл. Державної Думи Г. Алексинський), що виступав за держ. усамостійнення всіх народів СРСР і боротьбу проти больш. диктатури та рос. імперіалізму. У 1954 у Західній Німеччині утворилась Нац. Оргція Рос. Демократів (НОРД) з метою боротися за рос. нац. державу і висловлювалася за співпрацю з українцями та ін. нерос. народами СРСР.
У 1960-х років у США і в Канаді діяла т. зв. Кронштадська група росіян, що співпрацювала з українцями та ін. неросіянами. Вона виходила з програми кронштадських повстанців 1921, а в галузі міжнац. взаємин пропагувала утворення конфедерації самостійних держав Сх. Європи, Сибіру й Туркестану. Цю програму групи виклав її діяч В. Петров у трактаті під назвою «Кронштадська теза». В органі «За нашу і вашу свободу» (ч. 2, 1966) стверджувалося, що "немає ніяких розумних підстав заперечувати самовизначення українського, білоруського, грузинського, таджикського, киргизького, татарського й інших народів. ", що розповсюджене широко серед рос. еміграції гасло «непередрішенства» по суті мало чим відрізнясться від старого гасла про "єдину, неділиму ". Кроншадці. не розвинули широкої діяльності, бо ін. рос. угруповання засудили їх як «розчленителів Росії».
Почавши з 1956, росіяни й українці зустрілися на форумі міжнар. антиком. організацій: Антиком. Ліґи Азіятських Народів (АПАКЛ), Світової Антиком. Ліґи (ВАКЛ) та ін. Виступаючи з доручення АБН або ОУН (р), укр. представники добилися того, що учасники щорічних конференцій цих організацій визнали права українського народу на самостійність і ухвалювали прихильні до укр. справи резрлюції. З рос. боку у конференціях брав участь НТС, який, до приходу українців, цілковито опановував цей форум. Унаслідок безперервних зударів з українцями, що виявляли недемократичні й імперіалістичні тенденції НТС, ця організація зовсім покинула АПАКЛ і ВАКЛ (1965 — 68).
На початку 1970-х років сов. уряд дозволив виїхати за кордон або вислав з СРСР деяких визначних росіян. Дехто з них (О. Єсенін-Вольпін, П. Літвінов, В. Некрасов, О. Солженіцин та ін.) виявили у своїх висловлюваннях більше зрозуміння до українського народу та його прагнень. Конкретних заходів до російсько-української співпраці вони не розпочали.